# Trai sông
Trai sông hay trai nước ngọt là các động vật thuộc ngành Thân mềm (Mollusca), lớp Chân rìu (Bivalvia). Sống trên mặt bùn ở đáy hồ ao, sông ngòi.

## Hình dạng, cấu tạo
Vỏ trai có: 2 mảnh, dây chằng, 2 cơ khép vỏ. Vỏ trai gồm 3 lớp: lớp sừng, lớp đá vôi, lớp xà cừ. Đầu vỏ hơi tròn, đuôi hơi nhọn. Dưới vỏ là áo trai: Mặt ngoài của áo trai tiết ra tạo thành lớp đá vôi. Mặt trong tạo thành khoang áo (2 đôi tấm mang, 2 đôi tấm miệng, chân, thân). Đầu tiêu giảm. Dinh dưỡng nhờ 2 đôi tấm miệng luôn luôn động. Nước theo ống hút vào cơ thể trai mang theo thức ăn và khí oxy, nước theo ống thoát ra ngoài (chất thải, khí cacbonic). Cơ thể phân tính.
Vỏ trai gồm 2 mảnh gắn với nhau nhờ bản lề ở phía lưng. Dây chằng ở bản lề có tính đàn hồi cùng với 2 cơ khép vỏ (bám chắc vào mặt trong của vỏ) điều chỉnh động tác đóng, mở vỏ. Khi trai chết thì vỏ trai sẽ mở. Vỏ trai có lớp sừng bọc ngoài, lớp đá vôi ở giữa và lớp xà cừ óng ánh ở trong cùng. Vỏ trai gồm đầu vỏ, đỉnh vỏ, bản lề vỏ, đuôi vỏ, vòng tăng trưởng vỏ.

## Di chuyển
Vỏ trai hé mở cho chân trai hình lưỡi rìu thò ra. Nhờ chân trai thò ra rồi thụt vào, kết hợp với động tác đóng mở vỏ mà trai di chuyển chậm chạp trong bùn với tốc độ 20 – 30 cm một giờ, vì cơ chân của trai kém phát triển, để lại phía sau một đường rãnh trên bùn rất bằng phẳng.
Tốc độ di chuyển: từ 20–30 cm/giờ.

## Dinh dưỡng
Hai mép vạt áo phía sau cơ thể trai tạm gắn với nhau tạo nên ống hút nước và ống thoát nước. Động lực chính hút nước do 2 đôi tấm miệng phủ đầy lông luôn rung động tạo ra. Trai sông dinh dưỡng thụ động, lấy mồi ăn (thường là vụn hữu cơ, động vật nguyên sinh) và oxi nhờ cơ chế lọc nước được trai sông hút vào.
Nhờ cơ chế dinh dưỡng theo kiểu hút nước để lọc lấy vụn hữu cơ, động vật nguyên sinh và những động vật nhỏ khác mà trai sông có thể lọc nước. Trai có thể hút lọc được khoảng 40 lít nước trong một ngày một đêm.

## Sinh sản
Trai sông thụ tinh ngoài. Cơ thể trai phân tính. Đến mùa sinh sản, trai cái nhận tinh trùng của trai đực chuyển theo dòng nước vào để thụ tinh, trứng non đẻ ra được giữ trong tấm mang. Ấu trùng nở ra, sống trong mang mẹ một thời gian, sau đó bám vào da mang cá một vài tuần nữa mới rơi xuống bùn phát triển thành trai trưởng thành.

## Ngọc trai
Xà cừ do lớp ngoài của áo trai tiết ra tạo thành. Nếu chỗ vỏ đang hình thành có hạt cát rơi vào, dần dần các lớp xà cừ mỏng tạo thành, sẽ bọc quanh hạt cát để tạo nên ngọc trai.
Trai sông tạo ra ngọc nhưng hạt ngọc nhỏ và không đẹp như trai ngọc ở biển và trai cánh ở nước ngọt.

## Thư viện ảnh

Trai sông
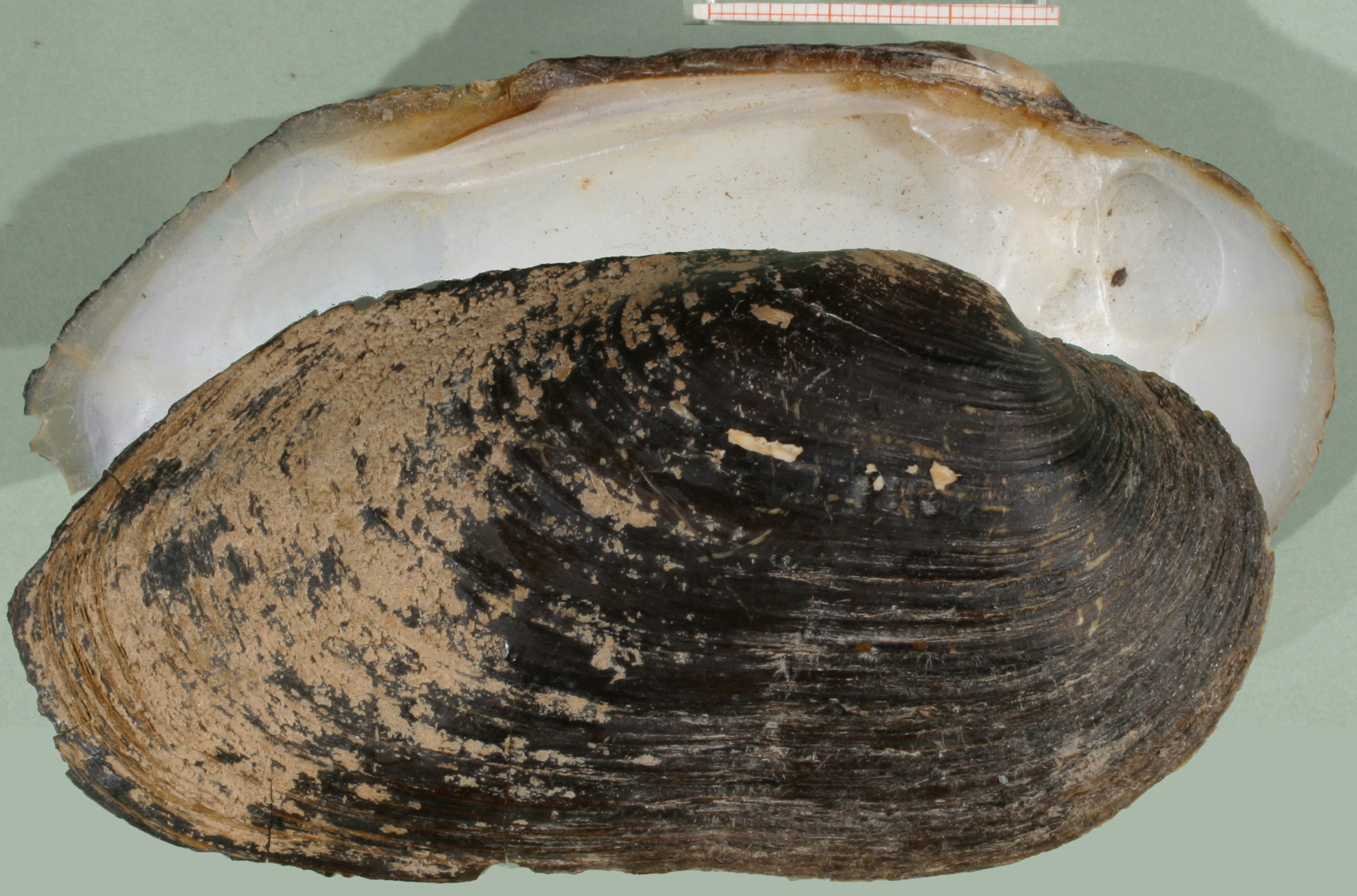
Family Margaritiferidae, a shell of Margaritifera auricularia
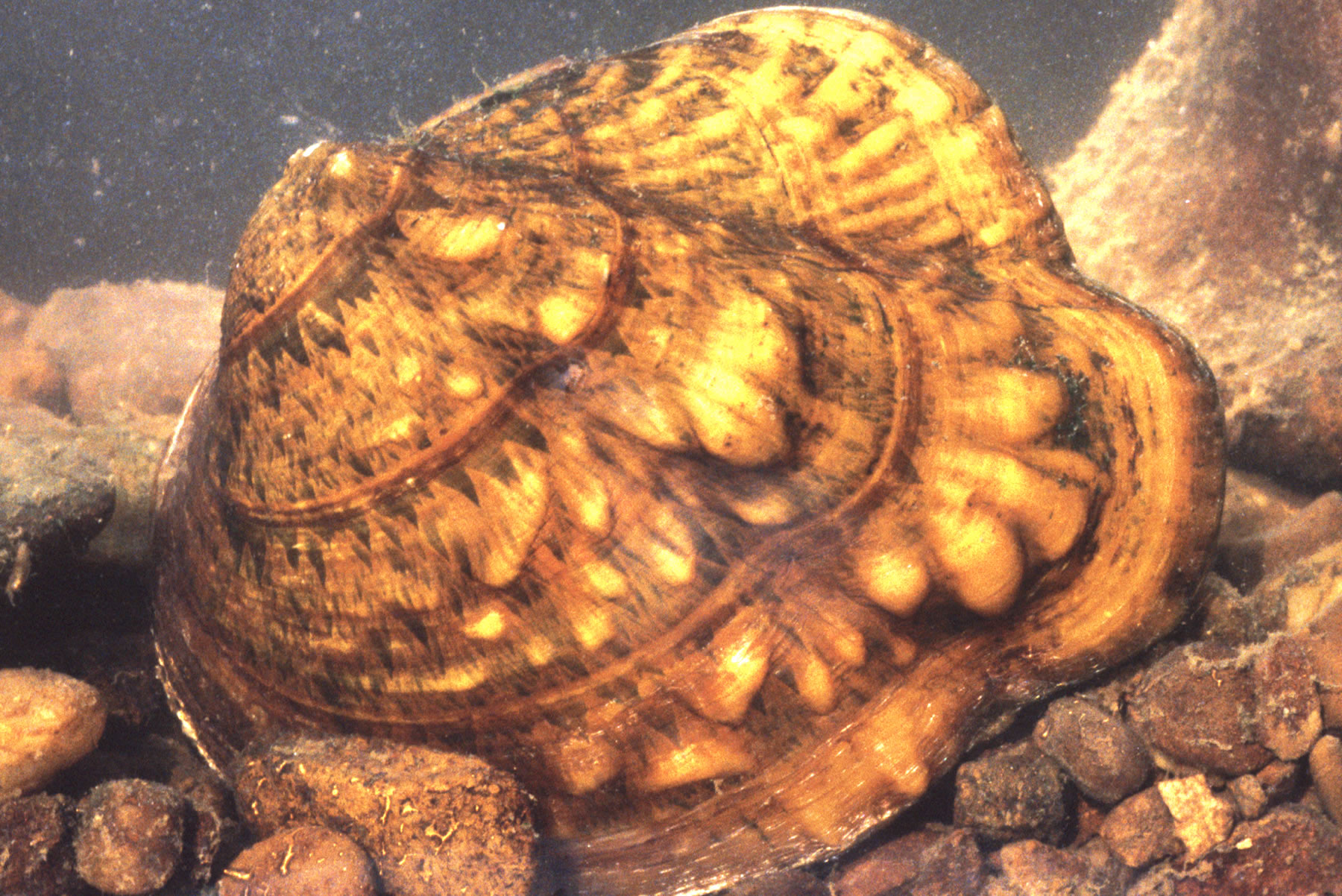
Family Unionidae, Quadrula metanevra, the monkeyface mussel
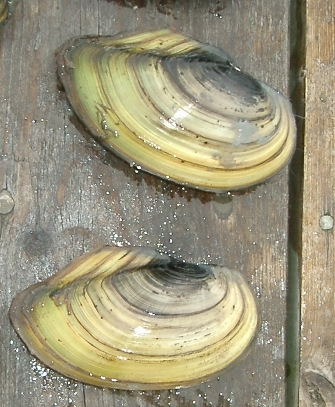
Family Unionidae, Anodonta cygnea